# Archäologisches Museum im Römischen Theater

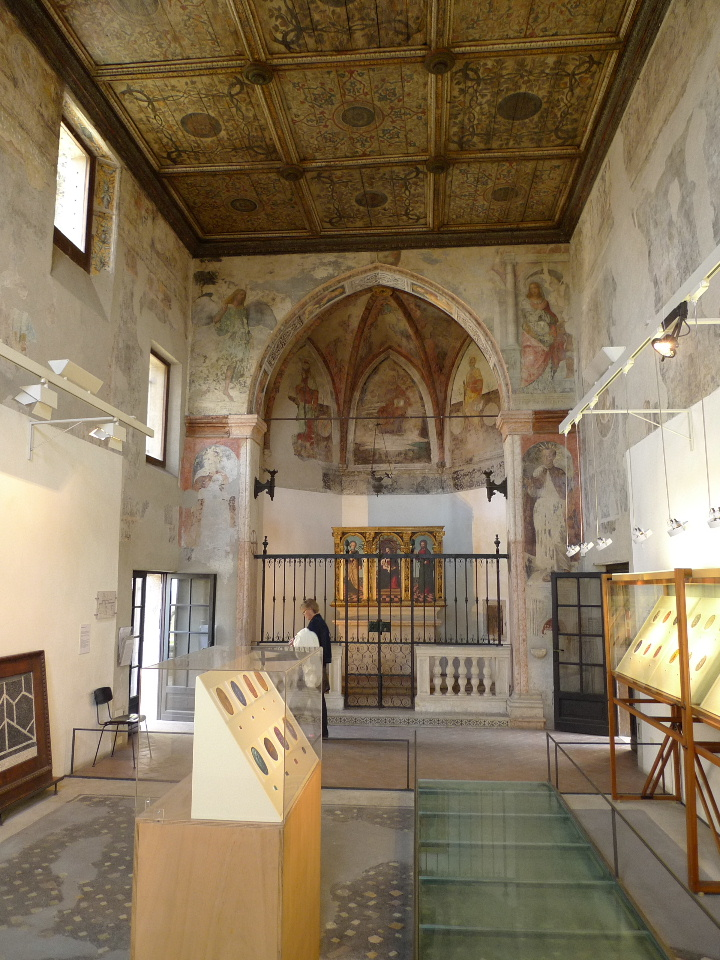
Kapelle des Hl. Hieronymus

Das Archäologische Museum im Römischen Theater (it. Museo archeologico al teatro romano) ist ein Museum in Verona. Es befindet sich oberhalb des Teatro Romano di Verona, im ehemaligen Kloster des Hl. Hieronymus der Jesuaten.

## Geschichte
Um 1430 siedelten die Jesuaten sich auf dem Hügel von S. Pietro an, der reich an Quellwasser ist. An der Spitze des Hügels oberhalb des römischen Theaters errichteten die Mönche das Kloster, das sich auf einer weiten Terrasse ausbreitet.
1923 richtete die Stadt Verona im ehemaligen Kloster das Archäologische Museum ein, um antike Funde aus Verona und der Umgebung zu sammeln und auszustellen.

## Die Ausstellung
Im Saal neben dem Aufzug sind an der Wand zwei Felder des Mosaikfußbodens einer römischen Villa in Negrar angebracht, die man ins 3. Jahrhundert n. Chr. datieren kann und die eine mythologische Szene und einen von einem Putto gezogenen Wagen zeigen. Unter den Skulpturen befindet sich das in Verona gefundene Bildnis eines Mitglieds der kaiserlichen julisch-claudischen Familie. In den ehemaligen Klosterzellen sind etruskische und römische Bronzefiguren ausgestellt, ein doppelgesichtiger Frauenkopf, das luxuriöse Ausstattungsstück eines Veroneser Hauses, Gläser und römische Keramik aus der Gegend von Verona und das Bronzeporträt eines vornehmen Veronesers aus augusteischer Zeit.
Im Refektorium befindet sich eine sitzende Frauenfigur, von der der Kopf nicht erhalten ist. Sie ist bekleidet mit einer Tunika und einem Mantel. Bei der Marmorskulptur handelt es sich (möglicherweise) um eine römische Kopie der Aphrodite des Phidias. Die Wände des Saals waren alle mit Fresken ausgemalt.  Zu sehen sind Reste des „letzten Abendmahls“ von Giovanni Francesco Caroto auf der hinteren Wand und die Figur eines Jesuaten auf der Seitenwand.
Im Kreuzgang sind Inschriften, vor allem Grabinschriften aus Verona ausgestellt. Die Kapelle des Hl. Hieronymus, von Caroto 1508 ausgemalt, hat ein Flachgewölbe „alla gesuata“ aus Holztafeln, die mit belaubten Zweigen oder mit um eine Rosette angeordneten Schildern verziert sind.
Im  unteren Raum sind Inschriften aufgestellt, die den römischen Göttern geweiht sind. Man sieht unter anderem den Hohlraum (18 m tief), mit dem die Römer den Hügel vom Zuschauerraum abtrennten, um zu vermeiden, dass Wasser einsickerte.

## Ausstellungsstücke

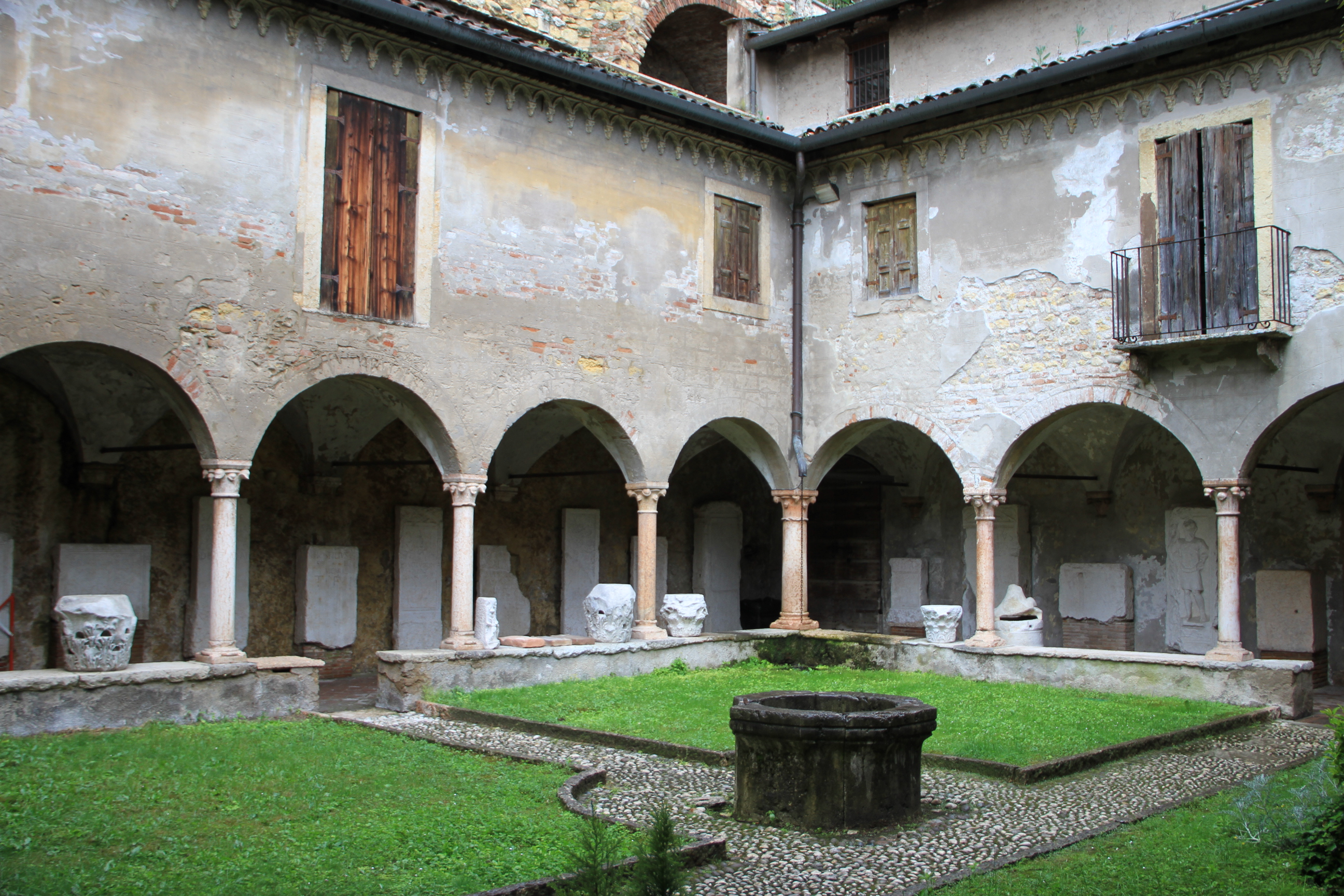
Kreuzgang
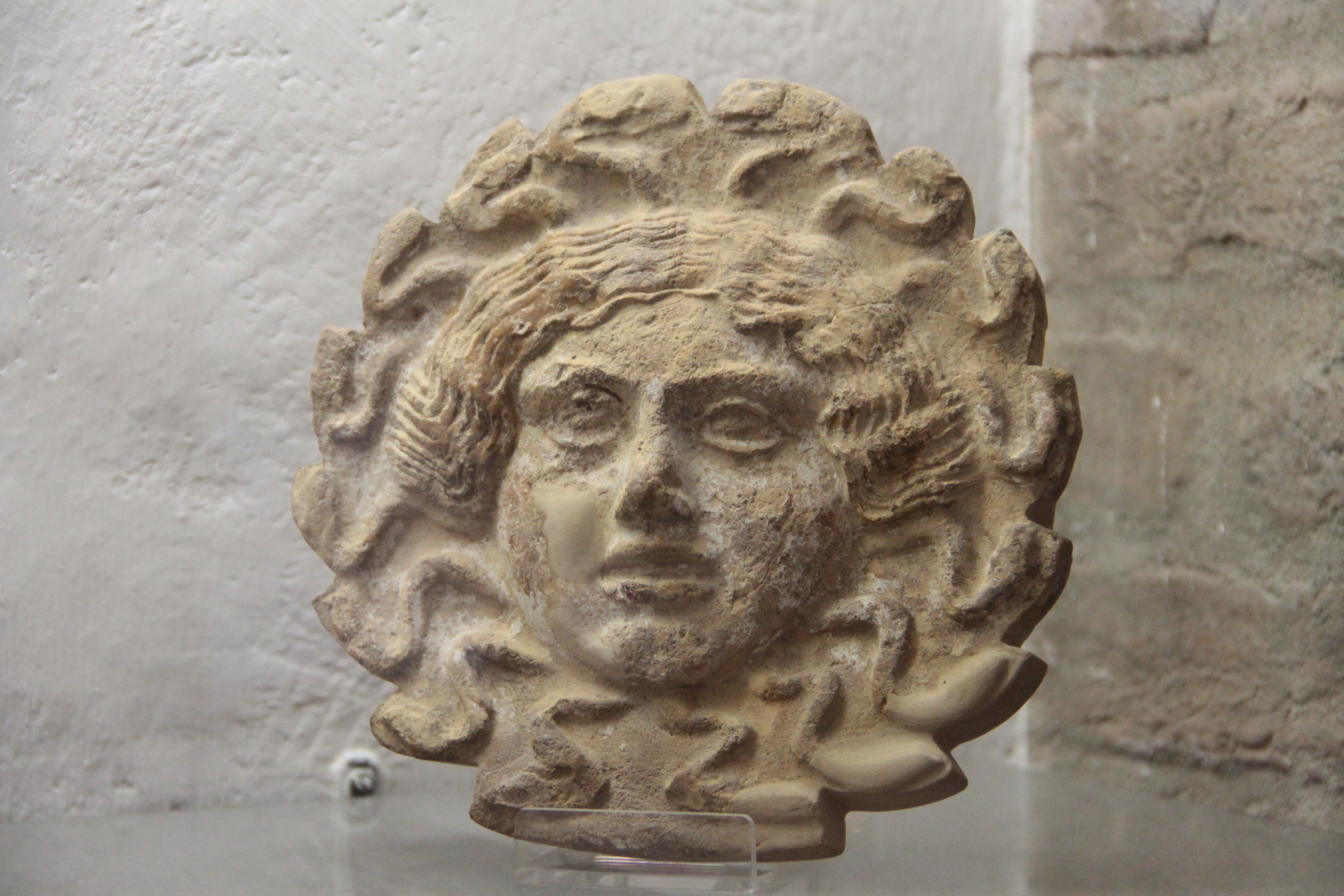
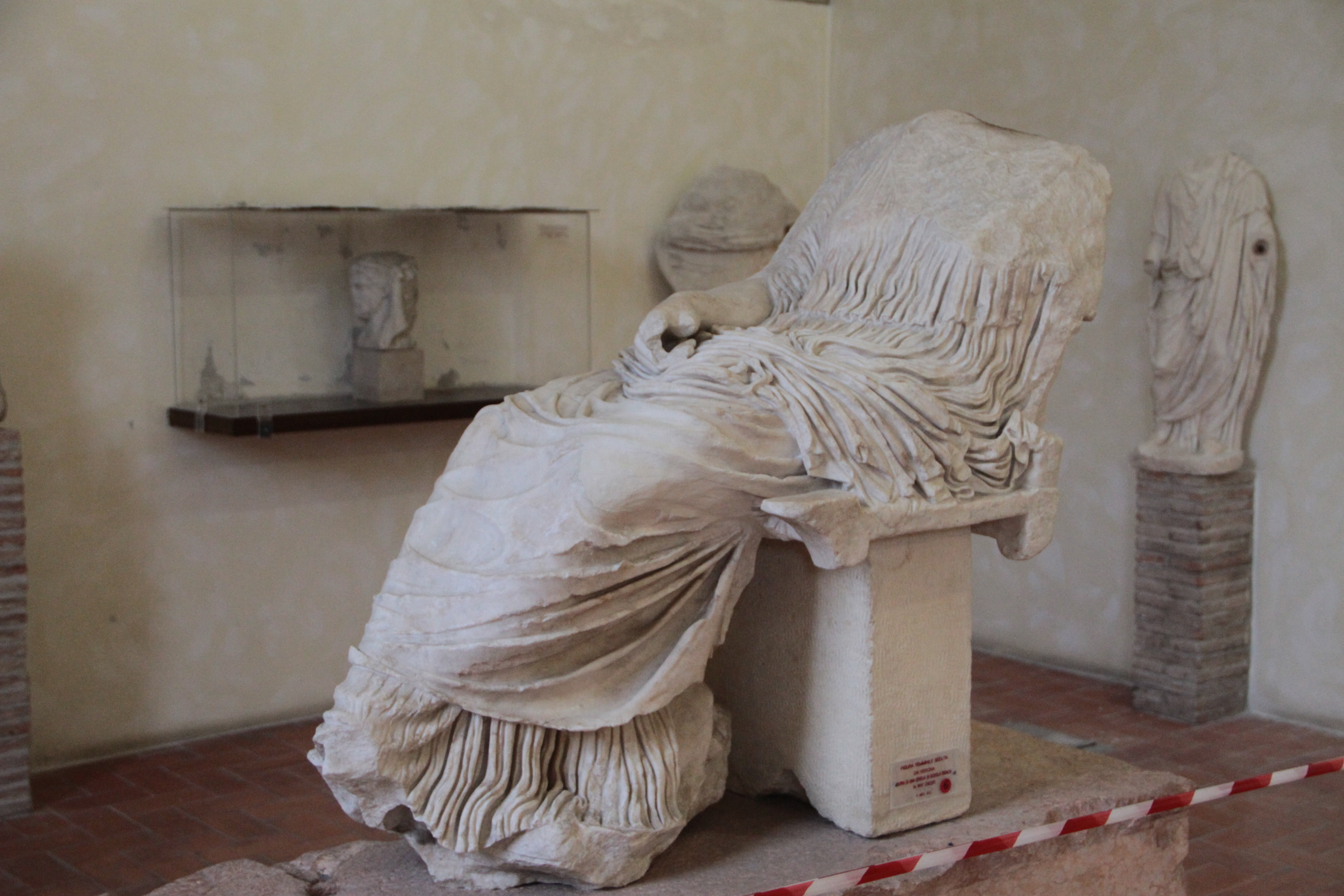
Sitzende Frauenfigur
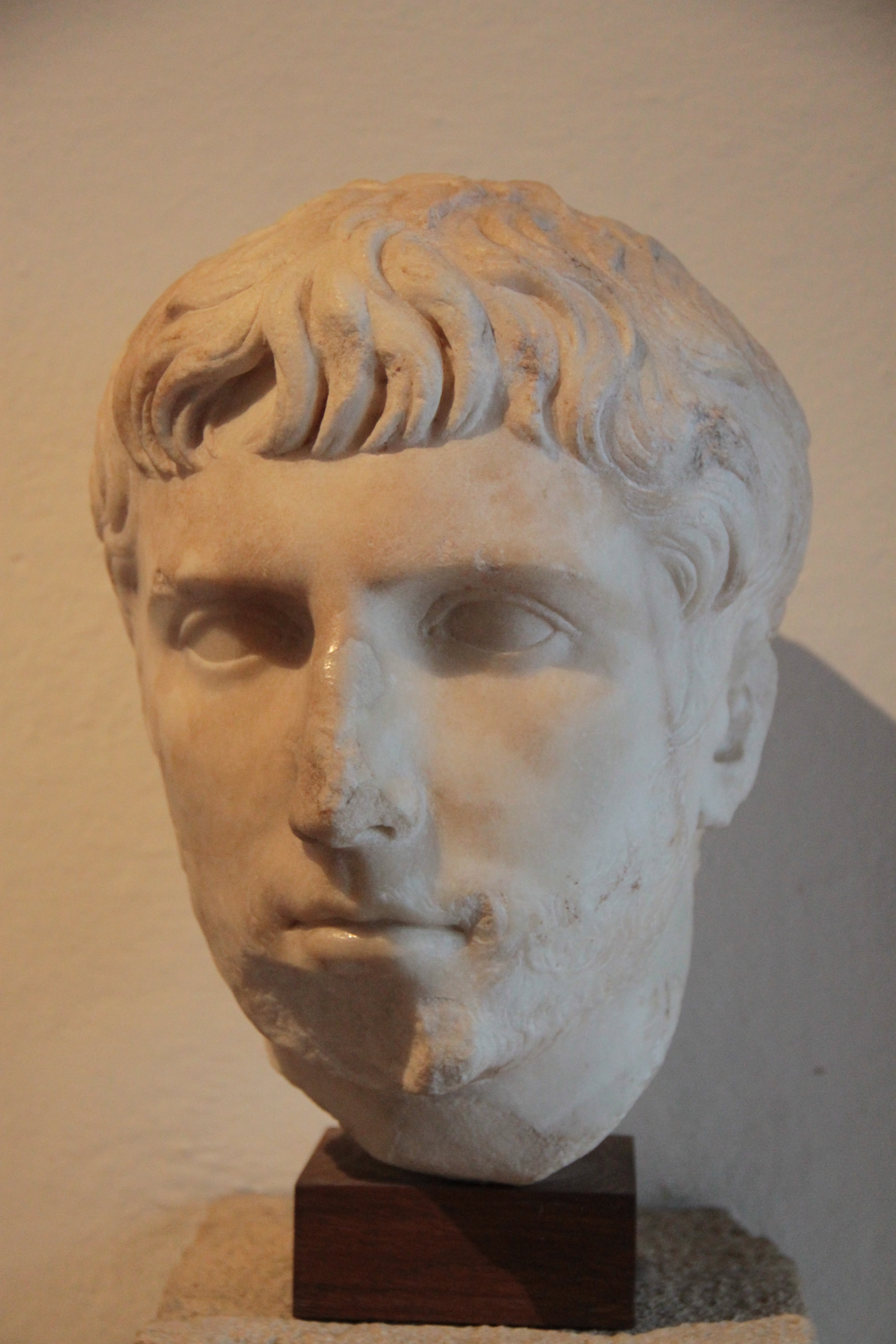
Römische Büste
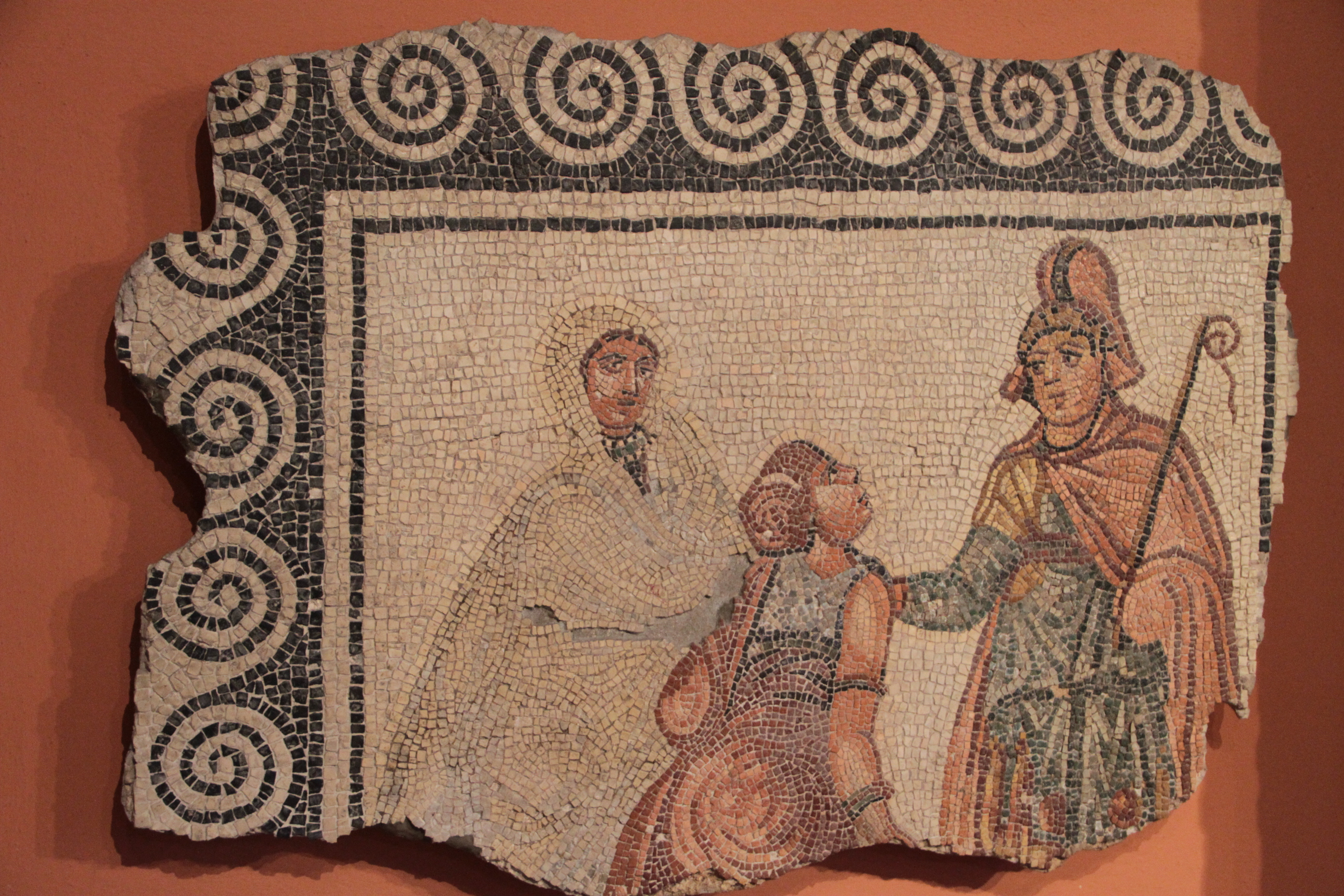

## Zugang
Der Zugang zum Museum erfolgt durch das römische Theater. Oberhalb des Aufgangs zu den Zuschauerrängen des römischen Theaters führt ein Aufzug ins ehemalige Kloster. Ein weiterer Zugang ist eine Treppenanlage im westlichen Bereich des Theaters.